# Sommant
Sommant est une commune française située dans le département de Saône-et-Loire, en région Bourgogne-Franche-Comté.
Sommant fait partie du parc naturel régional du Morvan. Autrefois appelée : Somant - Solmantium - Somantium - Somanto.

## Géographie
Petit bourg situé en bas d'une colline, dans une vallée et qui s'étend sur les deux rives du Ternin, jusqu’à l'Arroux. En 1865, ce finage était encore recouvert de 217 hectares de forêts. Son sol est léger et sablonneux selon Claude Courtépée, mais cependant fertile dans la vallée du Ternin. Au sommet du Bonnet-Vert (516 mètres), il y avait jadis un signal.
Hameaux
- Vareilles - Champcourt -
- Prangey (Prangeyum), au nord, dans les montagnes, était jadis alternatif avec Cussy. Il fut érigé en fief, en 1223, par l'abbé de Saint-Martin, pour une famille de ce nom. Guillaume de Prangey, damoiseau, reconnut en 1230, que tout ce qu'il possédait à Mercol était fief de l'abbaye et l'engagea la même année, à Geoffroy, prieur du Morvant, pour une somme de 25 livres. Barthélemi de Prangey, sieur du lieu en 1269, laissa deux fils : Jean et Hugues. Ce dernier fut le père de Guillaume, de Guillemette, mariée à Hugues des Haulx, et de Marie qui semble être l'épouse de Jean de Vigles… de Vigleno[1].Perrin fit aveu pour sa maison de Prangey, et les dépendances en 1340. Il cite le champ de La Longue -Deu, attenant à la terre d'Odon de Montilles, chevalier, le bois joignant ceux de Hugues de Somant et des héritiers de Hugues de Prangey[2].Guillaume II et Jean de Vigles donnèrent dénombrement en 1396. Ils parlent du Pré-au-Prévôt, assis vers le moulin de Sommant, et du champ de Malpas, tenant à celui de J. Brulemouton[3].
- Bèbes - Maisière -
- Allies - Hameau autrefois alternatif avec Cussy, était en 1263, à Guy Besors, seigneur de Tavernay.
- Enost  - Autrefois Agneaux, situé au sud-est, était tenu en 1150, par Renaud de Glane, qui donna aisance sur son finage et celui de Vaux, à l'abbaye de Reigny[4].Ponce, son fils confirma ce don en 1180. Guillaume Perrin reprit de fief, à La Roche-Milay, en 1579. François d'Angoste, mari d'Antoinette de Millery, en était le seigneur au milieu du XVIIe siècle. Enost passa en 1712, à Jean André puis à la famille Espiard, et enfin aux Gaudry. Le dernier possesseur de ce nom a ajouté plusieurs tourelles à la maison seigneuriale. Cet ancien fief appartenait en 1865, au baron E. d'Anglejean, son neveu.

### Climat
Pour des articles plus généraux, voir Climat de la Bourgogne-Franche-Comté et Climat de Saône-et-Loire.
En 2010, le climat de la commune est de type climat des marges montargnardes, selon une étude du Centre national de la recherche scientifique s'appuyant sur une série de données couvrant la période 1971-2000. En 2020, Météo-France publie une typologie des climats de la France métropolitaine dans laquelle la commune est exposée à un climat océanique altéré et est dans la région climatique Lorraine, plateau de Langres, Morvan, caractérisée par un hiver rude (1,5 °C), des vents modérés et des brouillards fréquents en automne et hiver.
Pour la période 1971-2000, la température annuelle moyenne est de 10,4 °C, avec une amplitude thermique annuelle de 16,5 °C. Le cumul annuel moyen de précipitations est de 1 029 mm, avec 13,2 jours de précipitations en janvier et 8 jours en juillet. Pour la période 1991-2020, la température moyenne annuelle observée sur la station météorologique de Météo-France la plus proche, « Autun », sur la commune d'Autun à 13 km à vol d'oiseau, est de 10,7 °C et le cumul annuel moyen de précipitations est de 857,2 mm. 
La température maximale relevée sur cette station est de 40 °C, atteinte le 12 août 2003 ; la température minimale est de −18,3 °C, atteinte le 20 décembre 2009,,.
Les paramètres climatiques de la commune ont été estimés pour le milieu du siècle (2041-2070) selon différents scénarios d'émission de gaz à effet de serre à partir des nouvelles projections climatiques de référence DRIAS-2020. Ils sont consultables sur un site dédié publié par Météo-France en novembre 2022.

## Urbanisme

### Typologie
Au 1er janvier 2024, Sommant est catégorisée commune rurale à habitat très dispersé, selon la nouvelle grille communale de densité à sept niveaux définie par l'Insee en 2022.
Elle est située hors unité urbaine. Par ailleurs la commune fait partie de l'aire d'attraction d'Autun, dont elle est une commune de la couronne,. Cette aire, qui regroupe 42 communes, est catégorisée dans les aires de moins de 50 000 habitants,.

### Occupation des sols
L'occupation des sols de la commune, telle qu'elle ressort de la base de données européenne d’occupation biophysique des sols Corine Land Cover (CLC), est marquée par l'importance des forêts et milieux semi-naturels (63,9 % en 2018), une proportion identique à celle de 1990 (63,9 %). La répartition détaillée en 2018 est la suivante : forêts (63,9 %), prairies (34,7 %), zones agricoles hétérogènes (1,4 %). L'évolution de l’occupation des sols de la commune et de ses infrastructures peut être observée sur les différentes représentations cartographiques du territoire : la carte de Cassini (XVIIIe siècle), la carte d'état-major (1820-1866) et les cartes ou photos aériennes de l'IGN pour la période actuelle (1950 à aujourd'hui).

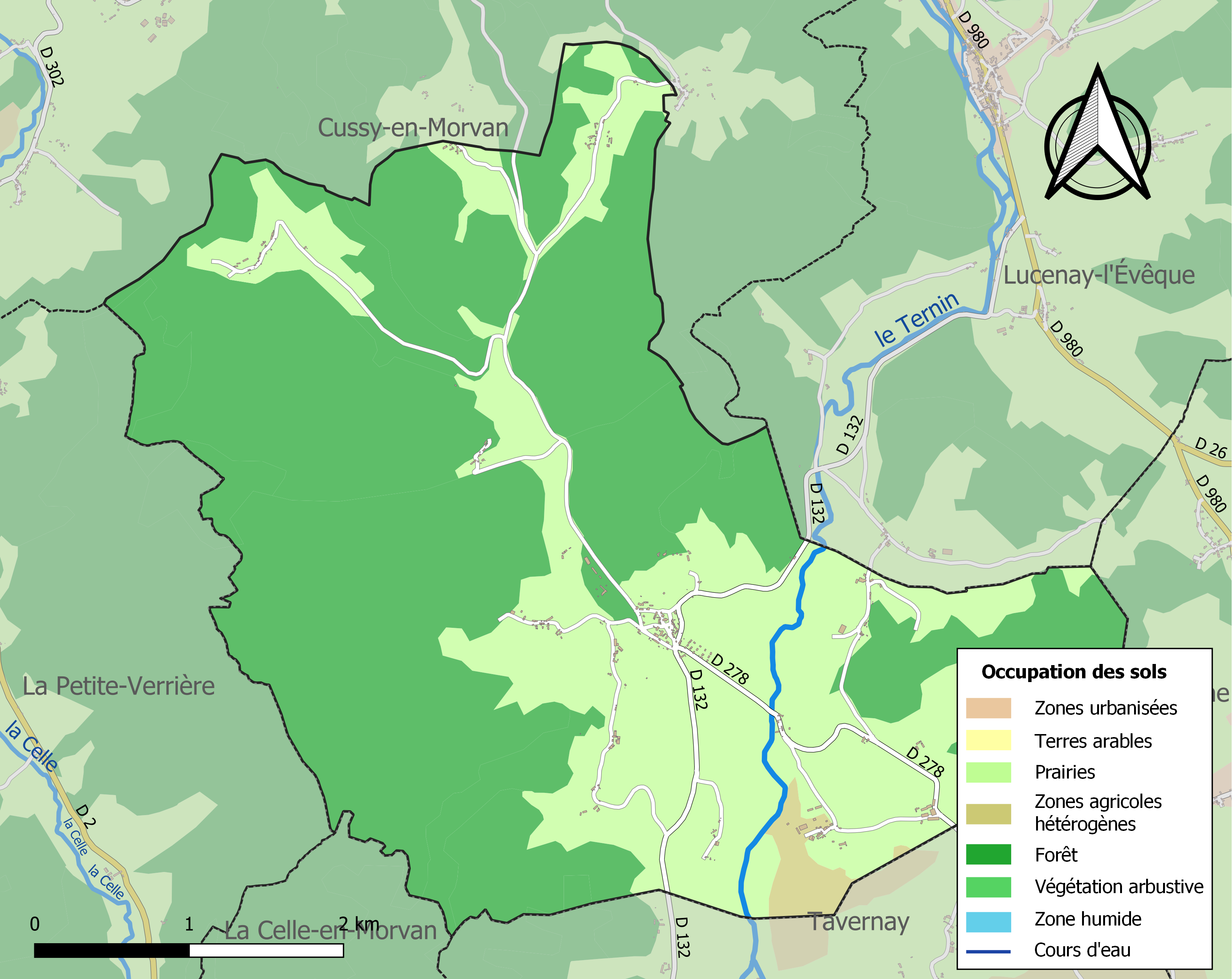
Carte des infrastructures et de l'occupation des sols de la commune en 2018 (CLC).

## Toponymie
Dérivé du latin Summus, le haut.

## Histoire
Habité dès l'époque gallo-romaine, des antiquités y furent retrouvées : mosaïque, poterie, morceaux de tuiles à rebords.
La seigneurie de Sommant, sous le nom de Terre-du-Morvant, appartenait à l'abbé de l'abbaye Saint-Martin d'Autun, auquel elle fut donnée par la reine Brunehaut, fondatrice de ce monastère. Le roi Raoul, confirma cette donation en 924, sous le titre de Montorsin, qui semble avoir été le siège primitif des possessions de l'abbaye à Sommant. Ce hameau avait autrefois une importance, il est situé au couchant par rapport au bourg. Il y avait jadis, en ce lieu une maison forte.
C'est en avril 1164, que le pape Alexandre III, réfugié en France, donne une bulle à l'abbaye Saint-Martin d'Autun lui confirmant le patronage de la cure de l'église paroissiale : « Ecclesiam Sommantio »., en même temps que celui de Tavernay, son ancienne annexe, des paroisses de La Celle, de Verrière, de Saint-Prix.
En mai de l'an de grâce 1230, nous trouvons dans le cartulaire de la même abbaye de Saint-Martin d'Autun, une charte concernant la seigneurie du lieu et le prieuré rattaché à cette abbaye.
En 1260, Jean de Châtillon, surnommé de  Roussillon, fait aveu pour ses fiefs de la vallée de La Celle-en-Morvan et Sommant, à Guillaume abbé de l'abbaye de Saint-Martin d'Autun, ainsi qu'à l'évêque pour la châtellenie de Glaine, ou Glenne. Jean d'Aligny, fait de même, pour une partie du bourgen 1293 et  Jean de Somant, renouvelle ce devoir en 1370 et Guyot en 1393, pour une maison qui:souloit estre à Guy de La Cour, ainsi que pour plusieurs meix voisins.
En 1263, Guy Besors, chevalier, seigneur de Villarnoult et autres lieux, consentit, avec l'accord de son épouse Agnès et moyennant une somme de 100 livres, qui lui fut payée comptant, à tenir en fief de l'abbé Guillaume et du couvent, ses biens de Tavernay, Monthelon, de La Celle et de Sommant ; ses hommes du lieu, de Rochebier, de Montgenin, les terres et bois d'Allies, de Rontoy, de Bèbes, le bois de La Saugerie, sous La Roche Gauthier, et ceux qui étaient indivis avec le prévôt de Sommant ; les vignes de La Côme-Erard, de La Fiolle, de Monorsin, et de La Trappe, avec le ban et la justice. Il ne réserva que la mouvance de certains fiefs, tenus de lui ; mais il l'abandonna bientôt pour fonder son anniversaire dans l'église de l'abbaye, où il avait lieu, chaque année le 6 des ides de septembre.
Huguenin II, fils de feu Huguenin, prévôt de Sommant, clerc, fait diverses cessions à l'abbaye de Saint-Martin d'Autun, en échange de la mairie de Girolles, le lundi après la Pentecôte 1346. Voici la teneur de cet échange : " Attendus et considérans li biens faitz et honnours que li religieux et messires l'abbé Joffroiz, humble abbé de Saint-Martin d'Ostun, et li couvent de moisne leu luy ont faictz au temps passé et por la affection et dévotion qu'il ha et doit havoir à ladicte esglise, et moismement parce qu'ils luy ont baillé perpétuellement, tant por luy que por ses hoirs corporels, nez et naistre…la mairie et tout li droit de la mairie de Girolles, en fasant l'officequi y appartient… en rémunération et récompensation des chouses dessus dictes, ledict Huguenin, non decehuz, non induz par fraude ne par barrat, mais bien pourvehuz et consoillez, ez devant dicts religieux et en nom d'eulx et de leur esglise, baille, quitte et délivre perpétuellement les chouses qui s'ansuivent, movenz et estanz de leur fief et de leur dicte esglise; c'est assavoir: quarante sols de bons tornois françois que li prévostdoit, chacun an, à luy Huguenin, le jour de la Sainct Andrié…à cause de sa portion de la prévosté de Somant, dehuz le jour dessus dict, à poigne de doze deniers par chascun jour que le dict prévost deffaudroit de payer.. Item, sept deniers de vin, en la mesure de Flavigny, prenant au venoinges…ou la valeur dou dict vin, en argent. Item, quatorze pains, chascun de un boisseaul de blef, à la mesure de Lucenay, ou le blef. Item quatorze bichets d'avoigne, au bichet coustumier, dehus, chacun an, le lendeamin de Nœl, en la ville de La Verrière-soulz-Rossillon…Item, le fié de Guyot et Michaut Gémeault, demoranz à Somant, de leurs meix et ténemens. "
Quant à ses autres biens de Somant et de Tavernay, ils les retient pour lui et ses hoirs corporels et non aultres. Puis il ajoute: " Et au cas que ja ne soit que je iroie de vie à trespassement, sans hoirs de mon propre corps, tout ce dict bien, héritage estanz à Somant et à Tavernay…seront et adviendront ez dicts religieux…, en saisine et propriété…, saulf et réservé à Méline, ma femme future, qu'elle tiendra et possédera, tout le cours de sa vie.., li diz héritaiges que je ha retenu à moy…, ensemble la maison que hust Colas Usaul, et ladite mairie adviendroit ez diz religieux en saisine et propriété, ainsi que li aultre bien dessus dit. Et la dicteMéline, alée à la vie à trespassement, ladicte maison et héritaiges dessus dits et adviendront ez diz religieux… "
Par suite de ces diverses concessions, les moines de Saint-Martin d'Autun, devinrent seigneurs Hauts-justiciers de la paroisse dans sa presque totalité. La justice y était rendue en leur nom, dans une prévôté, ou bailliage qui fonctionna jusqu'à la fin du XVIIIe siècle.
La seigneurie du monastère se divisait en plusieurs fiefs, soumis à sa suzeraineté. Celui de Sommant jouissait de la haute, moyenne et basse justice, par concession de l'abbé commendataire, Gabriel Cortois de Quincey, vicaire général de Dijon, en 1746, et depuis évêque de Belley.
En 1789, près du portail de l'église, fut construit par Pierre Mathieu Quarré, sieur de Charnay, lieutenant au régiment d'Aquitaine, qui tenait ses dépendances de François Rabyot, sa seconde épouse, une belle maison, avec des serres remplies de plantes exotiques. Christine Césarine, leur fille l'a porta à M N. de Comeau, écuyer dont elle eut deux fils : Louis, l'aîné, qui vendit la demeure en 1849, au marquis de Saint-Innocent, d'une famille piémontaise et que son mariage avec Laure de Sainte-Croix, a fixé dans le Morvan. Le second, Alfred, est installé à Vareilles.
C'est au XVIIIe siècle, que Sommant passa dans la Maison de Fontenay, originaire de Montcenis et dont les armes sont : « D'azur, au cheval passant d'argent, au chef cousu de gueules et chargé de trois étoiles d'or » avec deux lions pour support. Cette famille résida successivement en Suisse, en Bourgogne, Lorraine, Charolais et dans l'Autunois. Anne-Paul de Fontenay, écuyer, seigneur de Sommant et de Souvert, ancien mousquetaire de la Seconde Compagnie, du roi, fut en 1766, lieutenant général des bailliages d'Autun, de Montcenis, et de Semur-en-Brionnais, puis président au siège royal et présidial d'Autun. Il mourut âgé de 90 ans et laissa entre autres son fils Jean-Paul Andoche de Fontenay chevalier de Saint-Louis, officier au régiment des chasseurs des Vosges et dernier seigneur de Sommant.Il émigra et servit dans l'Armée des Princes. Il fut nommé membre du Conseil général de Saône-et-Loire et élu député en 1824, et se retira de la vie publique lors de la chute de Charles X, refusant de prêter serment. Son fils Paul-Alexandre-Gabriel de Fontenay, était propriétaire de Sommant en 1865, il avait épousé Marie-Augustine-Herminie de Bèze, issue d'une très ancienne famille du Nivernais.

## Politique et administration
Curés
(liste non exhaustive)
- 1558 - Guillaume Borne
- 1600 - Étienne
- 1691 - Antoine Rabyot
- 1790 - Charles Pierre Brouillard, refusa de prêter serment, il fut emprisonné à Autun où il décéda.

Prévots
(liste non exhaustive)
- 1346 - Huguenin

Baillis
- 1585 - Étienne Ladone, avocat et bailli de somant, homme de grande piété, érudit qui a décrit, en assez bons vers latins, les Antiquités d'Autun, sa ville natale, et des environs. Travail imprimé, après sa mort en 1640, par les soins de son frère, chanoine de la cathédrale. Cet savant portait : « D'azur à un griffon d'or, regardant une étoile de même, posée en chef, à senestre ». Son fils se fit capucin.

Maires
| Période                                  | Période    | Identité                        | Étiquette | Qualité                                                      |
| ---------------------------------------- | ---------- | ------------------------------- | --------- | ------------------------------------------------------------ |
| 1827                                     | 1830       | Paul Andoche de Fontenay        |           | Conseiller général                                           |
| octobre 1837                             | après 1849 | Louis de Comeau                 |           |                                                              |
| février 1857                             | mars 1865  | Alfred de Comeau                |           |                                                              |
| mai 1865                                 | après 1880 | Marquis Léon de Saint-Innocent  |           |                                                              |
| octobre 1886                             | après 1893 | Comte Gabriel de Saint-Innocent |           |                                                              |
| mars 1973                                | juin 1995  | Rémi Godillot                   |           |                                                              |
| juin 1995                                | mars 2008  | Lazare Desmorieux               |           |                                                              |
| mars 2008                                | en cours   | Jean-Baptiste Pierre            | DVG       | Conseiller Général du canton de Lucenay-l'Évêque (2011-2015) |
| Les données manquantes sont à compléter. |            |                                 |           |                                                              |

## Démographie
L'évolution du nombre d'habitants est connue à travers les recensements de la population effectués dans la commune depuis 1793. Pour les communes de moins de 10 000 habitants, une enquête de recensement portant sur toute la population est réalisée tous les cinq ans, les populations de référence des années intermédiaires étant quant à elles estimées par interpolation ou extrapolation. Pour la commune, le premier recensement exhaustif entrant dans le cadre du nouveau dispositif a été réalisé en 2006.

En 2022, la commune comptait 187 habitants, en évolution de −11,37 % par rapport à 2016 (Saône-et-Loire : −1,06 %, France hors Mayotte : +2,11 %).
| 1793 | 1800 | 1806 | 1821 | 1831 | 1836 | 1841 | 1846 | 1851 |
| ---- | ---- | ---- | ---- | ---- | ---- | ---- | ---- | ---- |
| 648  | 620  | 682  | 742  | 763  | 690  | 864  | 876  | 843  |

| 1856 | 1861 | 1866 | 1872 | 1876 | 1881 | 1886 | 1891 | 1896 |
| ---- | ---- | ---- | ---- | ---- | ---- | ---- | ---- | ---- |
| 851  | 820  | 810  | 881  | 864  | 830  | 833  | 834  | 733  |

| 1901 | 1906 | 1911 | 1921 | 1926 | 1931 | 1936 | 1946 | 1954 |
| ---- | ---- | ---- | ---- | ---- | ---- | ---- | ---- | ---- |
| 682  | 643  | 596  | 470  | 416  | 378  | 367  | 282  | 220  |

| 1962 | 1968 | 1975 | 1982 | 1990 | 1999 | 2006 | 2011 | 2016 |
| ---- | ---- | ---- | ---- | ---- | ---- | ---- | ---- | ---- |
| 211  | 168  | 167  | 170  | 174  | 186  | 192  | 210  | 211  |

| 2021 | 2022 | - | - | - | - | - | - | - |
| ---- | ---- | - | - | - | - | - | - | - |
| 194  | 187  | - | - | - | - | - | - | - |

## Lieux et monuments
- L'église : dédiée à saint Martial, martyr, elle fut construite au XIe siècle, par l'abbé de Saint-Martin d'Autun. Le chœur de forme hexagonale, était précédé de deux piliers, sans style, qui supportaient un petit clocher en bardeaux. Ils disparurent lors de l'agrandissement de la nef, en 1856. Le clocher fut transporté sur le portail de l'ouest. Composé d'une tour, avec des baies géminées, soutenue à l'intérieur par trois arcades ogivales. Sa haute flèche dominait l'horizon, jusqu'au 22 juin 1861, où un ouragan, le renversa sur la nef, effondrant la voûte. Les travaux reprirent l'année suivante sur un édifice qui venait tout juste d'être achevé. La cloche bénite en 1585, par l'évêque Charles d'Ailleboust, eut pour parrain Antoine Bathélemy de Montrambault, et pour marraine, Antoinette, issue de son mariage avec la fille de Lazare Ladone, lieutenant du bailliage d'Autun. Étienne Ladone son parent, avocat et bailli de Sommant, donna à cette occasion, à l'église un beau tableau de Palma. On lisait autour, le nom du bienfaiteur et de son épouse Claudine d'Arlay. Ce tableau fut restauré et ré-entoilé en 1861. L'autel, qui date de 1868 et est en pierre rose de Cruas, provient de l'atelier de l'abbé Georges François Richter (1808-1889), prêtre nommé en 1839 pour occuper les fonctions de curé de Saint-Laurent-lès-Mâcon, sculpteur de grand talent[30].
- Le prieuré du Morvan Prioratus Morvantis, fondé au début du IXe siècle par les religieux de Saint-Martin d'Autun. Le nom d'un prieur nous est connu Gaufridus, prior de Somanto, car inscrit au nécrologe de l'abbaye de Saint-Martin d'Autun[31]. et par la fondation de son anniversaire à l'abbaye mère en 1230, pour une rente annuelle de 20 sous, que l'abbé Guillaume assit 35 ans plus tard sur les prés d'Arroux[32]. Geoffroy, était prieur en 1230. Guillaume de Muise, infirmier du prieuré se disait en 1306, prieur de Morvan. Il y avait encore des moines à la fin du XIVe siècle.
- Le château de Valogne (Vallis longa), qui consiste en un vaste parallélogramme orné d'un fronton, l'ensemble sans style, à cause de sa situation et des deux domaines qu'il a sous sa dépendance.
- Colombier. Au Manoir de Champcourt, il est positionné au couchant du bourg, dans une vallée ombragée. C'est tout ce qu'il reste du manoir construit à Vareilles, près du bourg, par Alfred de Comeau dont les dépendances composées de deux domaines, formaient le fief de Champcourt. Cette terre mouvante de l'abbaye de Saint-Martin d'Autun, appartenait au XVIe siècle, à une famille qui en prenait le nom. Philiberte de Saint-Clément, veuve de messire de Champcourt, en fit aveu en 1567. Elle passa ensuite à Pierre Cornillat, qui en était le seigneur en 1622. François André de Champcourt, sieur du lieu, en 1722, était parent de Pierre André de Charancy et de la Dame de La Cour. Françoise Rabyot porta Champcourt dans la famille de Comeau, à la fin du XVIIIe siècle.
- Maison seigneuriale d'Enost.
- Mairie-école, construite en 1893 par l'architecte François Dulac[33].

## Personnalités liées à la commune
Parmi les personnalités attachées à l'histoire de Sommant figurent :
- Pierre, licencié ès lois qui y vivait en 1403 ;
- Nadège de Ganay (1889-1978), née de Fontenay, figure politique proche de Raymond Poincaré, premier prix de beauté à Paris en 1922 ;
- Estelle Nectoux (1905-1995), peintre aquarelliste morvandelle ;
- Jean de Châtillon, champion du monde de TREC en 2003 ;
- Rémi Godillot (1928-2015), maire honoraire de Sommant ;
- Ulrich Schreiber, artiste plasticien (originaire de Mayence) résidant dans la commune, dont deux œuvres sont visibles depuis 2022 dans le bourg[34].

## Pour approfondir